# Cantonul Saint-Georges-lès-Baillargeaux
Cantonul Saint-Georges-lès-Baillargeaux este un canton din arondismentul Poitiers, departamentul Vienne, regiunea Poitou-Charentes, Franța.

## Comune
| Comune                         | Populație (1999) | Cod poștal | Cod INSEE |
| ------------------------------ | ---------------- | ---------- | --------- |
| Dissay                         | 2.912            | 86130      | 86095     |
| Jaunay-Clan                    | 5.805            | 86130      | 86115     |
| Saint-Cyr                      | 993              | 86130      | 86219     |
| Saint-Georges-lès-Baillargeaux | 3.681            | 86130      | 86222     |